# Orest Kuzyk
Orest Kuzyk es un futbolista ucraniano nacido el 17 de mayo de 1995 en Leópolis. Juega como extremo y su equipo actual es el Pafos FC de la Primera División de Chipre.

## Carrera

### Con clubes
Dinamo de Kiev
Criado en la cantera del Karpaty Lviv donde empezó a los seis años, destacó con los Leones verdes en las temporadas 2008/09 y 2009/10. Fue entonces cuando el Dinamo de Kiev lo fichó para su cantera donde llegó a destacar en todos los escalafones.
FC Hoverla Uzhhorod
Desde el 2012 al 2015, Orest juega en el FC Dynamo-2 Kiev, equipo filial del Dinamo, pero la temporada 2015/16 es cedido al Hoverla Uzhhorod de la Premier League ucraniana con el que jugó un total de 25 partidos y anotó dos goles.
FC Stal Kamianske
Para la Temporada 2016/17 fichó por el Stal Kamianske por tres temporadas si bien estuvo dos. Jugó 37 partidos y anotó ocho goles.
PAS Giannina FC
A pesar de que el FC Porto y el Chelsea FC estaban interesados en él, en junio de 2018 firma un contrato de tres años con el PAS Giannina griego.
SC Dnipro-1
En el mercado de invierno de su primera temporada en Grecia vuelve a Ucrania, en calidad de cedido, para jugar con el SC Dnipro-1 de la Persha Liha con el que logró el primer puesto y el ascenso
FC Desna Chernígov
Al inicio de la Temporada 2019/20 vuelve a jugar cedido con opción a compra por un año en el Desna Chernígov ucraniano. Al final de temporada el club ucraniano, que se clasificó por primera vez para una competición europea, intentó negociar su incorporación, pero el Giannina no estuvo de acuerdo en la oferta.
Pafos FC
El 5 de septiembre de 2020 fciha por el Pafos FC de la Primera División de Chipre.

### Selección internacional
Ha sido internacional con las selecciones ucranianas Sub-16, Sub-17, Sub-20 y Sub-21.

## Palmarés
- Persha Liha: 2018/19